# 九龍巴士93A線

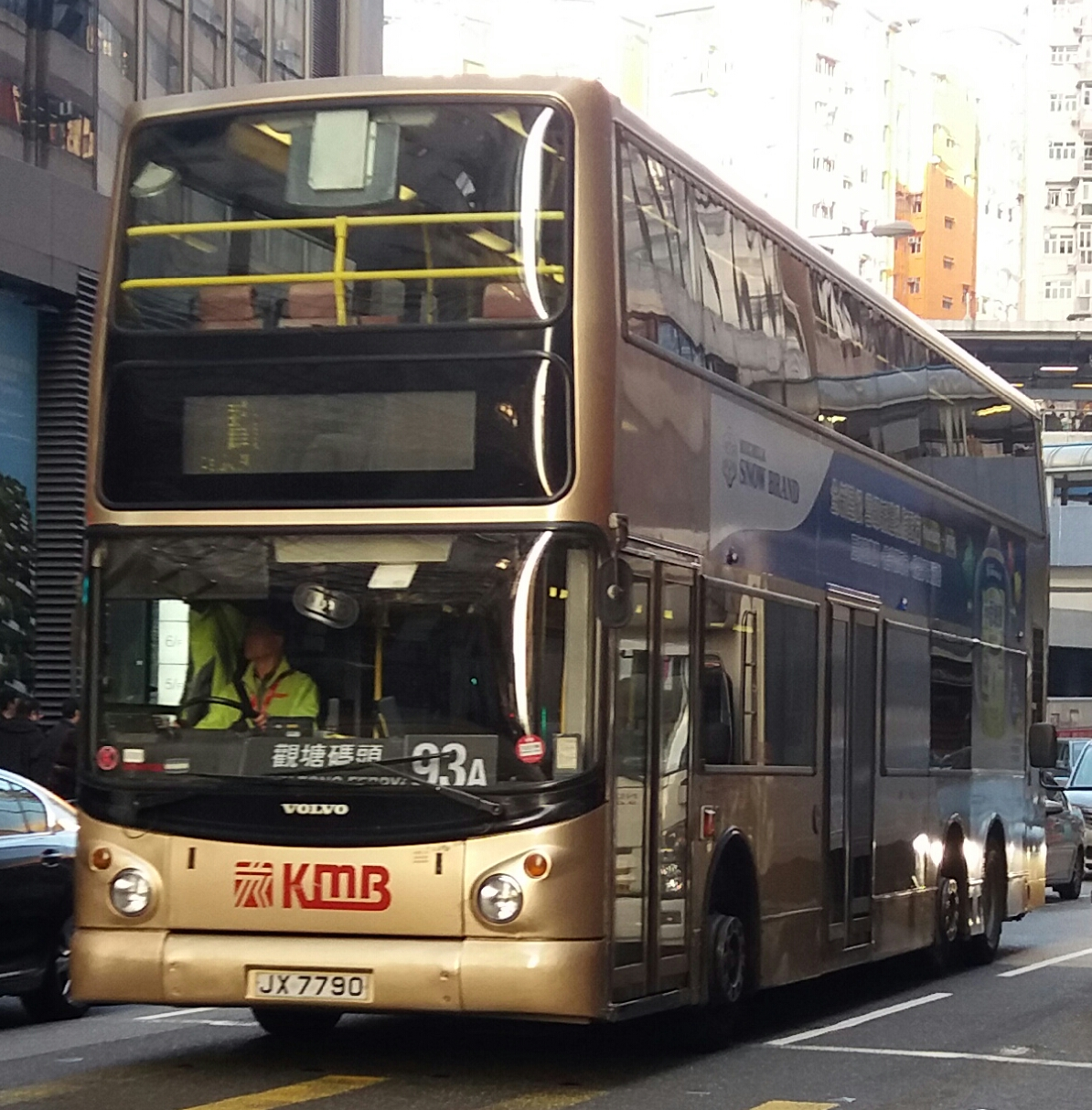
往觀塘碼頭方向，由於路線顯示屏故障，以臨時路線牌取代

九龍巴士93A線是香港的一條巴士路線，來往寶林和觀塘碼頭。
本線原擬於1987年11月配合寶林邨入伙開辦，唯配合1987-88學年迦密主恩中學創校及開學而提早於同年9月率先開線，成為將軍澳新市鎮發展後首條巴士路線。

## 歷史
- 1987年9月7日：配合迦密主恩中學開校，本線投入服務，較原定提早兩個月，祇於上課日06:45-08:25及15:35-17:35提供服務，初期收費港幣$0.6[3]。
- 1988年4月1日：配合寶林邨於1988年3月入伙，提升至每日清晨至午夜均提供服務。
- 1991年2月1日：為分流寶林邨、翠林邨及康盛花園的接駁地鐵乘客，平日早上增設經將軍澳隧道的特別車，以觀塘地鐵站為總站，假日停開。雖然由坑口開出，經將軍澳隧道往觀塘的 98A線 特別班次同樣在寶琳區設有分站，但因93A的特別班次比較便宜，不少乘客特意等候。
- 2002年9月16日：因地鐵（現港鐵）將軍澳綫通車後客量下降，取消平日早上經將軍澳隧道的特別車。
- 2005年7月28日：增設空調巴士服務，全程收費$4。
- 2008年6月8日：本線全程收費調高至$3.2（非空調巴士）及$4.2（空調巴士）。
- 2011年5月15日：本線全程收費調高至$3.3（非空調巴士）及$4.4（空調巴士）。
- 2011年6月3日：本線提升至全線空調服務[4]。
- 2013年3月17日：本線全程收費調高至$4.7。
- 2013年4月15日: 本線以試辦形式增設特別班次，逢星期一至五（公眾假期及學校假期除外）16:45由翠林單向開往寶林，試辦期至同年5月31日[5]。
- 2013年3月17日：本線全程收費調高至$4.9。
- 2013年9月2日：於07:30及07:40加開兩班由秀茂坪邨秀暉樓至寶林的特別班次。
- 2015年12月31日：增設到站時間預報。

## 服務時間及班次
| 寶林開               | 寶林開      | 寶林開       | 觀塘碼頭開           | 觀塘碼頭開  | 觀塘碼頭開   |
| 日期                 | 服務時間    | 班次（分鐘） | 日期                 | 服務時間    | 班次（分鐘） |
| -------------------- | ----------- | ------------ | -------------------- | ----------- | ------------ |
| 星期一至五           | 05:30-18:10 | 20           | 星期一至五           | 06:00-08:00 | 20           |
| 星期一至五           | 18:10-19:00 | 25           | 星期一至五           | 08:00-10:55 | 25           |
| 星期一至五           | 19:00-00:00 | 30           | 星期一至五           | 10:55-15:35 | 20           |
|                      |             |              | 星期一至五           | 15:35-16:00 | 25           |
| 16:00-19:00          | 20          |              | 星期一至五           |             |              |
| 19:00-19:50          | 25          |              | 星期一至五           |             |              |
| 19:50-00:20          | 30          |              | 星期一至五           |             |              |
| 星期六、日及公眾假期 | 05:30-21:30 | 20           | 星期六、日及公眾假期 | 06:00-20:00 | 20           |
| 星期六、日及公眾假期 | 21:30-00:00 | 30           | 星期六、日及公眾假期 | 20:00-20:50 | 25           |
|                      |             |              | 星期六、日及公眾假期 | 20:50-00:20 | 30           |

## 收費
全程：$5.6
| - 本線設有12歲以下小童及65歲或以上長者半價優惠。 - 65歲或以上香港居民使用「樂悠咭」，以及12歲以下合資格殘疾兒童使用「殘疾人士身份」個人八達通繳付車資，均可享有每程$2.0或半價（以較低者為準）的票價優惠；12至64歲合資格殘疾人士使用「殘疾人士身份」個人八達通（包括「樂悠咭」），以及60至64歲香港居民使用「樂悠咭」繳付車資，均可享有每程$2.0或全費（以較低者為準）的票價優惠。 - 65歲或以上長者如使用長者或一般個人八達通繳付車資，則只可享有半價優惠；12至64歲合資格殘疾人士如不使用「殘疾人士身份」個人八達通，以及60至64歲人士如不使用「樂悠咭」繳付車資，必須繳付全費。 - 乘客可以現金或八達通於上車時付款，不設找續。 - 每位成人乘客可免費攜帶最多兩名4歲以下而不佔座位的兒童乘客乘車，超額之4歲以下小童必須繳付小童車費乘車。 - 持有「九巴月票」之乘客在車票有效期內，每日可享最多10程任何九龍巴士及龍運巴士路線（包括本路線，以及聯營路線的九龍巴士／龍運巴士提供的班次；惟乘搭機場「A」及「NA」線則可享原價二七折優惠（不會計算每天10次合資格車程））；而B1線則每日可享最多各2程（不會計算每天10次合資格車程）。 - 九龍巴士、城巴、龍運巴士及陽光巴士全職員工及家屬（不包括外判職員）可免費乘搭本路線，惟必須拍職員或職員家屬八達通。 - 乘客亦可透過多元化電子支付系統（e度嘟）繳付車資，包括使用非接觸式VISA卡、JCB卡、萬事達卡、銀聯卡、美國運通、大來國際、Discover Card、Apple Pay、Google Pay、Samsung Pay、AlipayHK「易乘碼」、支付寶、WeChatHK／微信支付「搭車碼」、銀聯雲閃付「乘車碼」及BOC Pay「乘車碼」。乘客使用此付款方式，使用此支付方式的乘客可享有中途下車之分段收費，以及與其他九巴／龍運獨營路線或聯營線九巴／龍運班次之轉乘優惠，惟不適用於與非九巴／龍運路線之轉乘優惠，亦不能享有「公共交通費用補貼計劃」及「長者及合資格殘疾人士公共交通票價優惠計劃」。 |

### 八達通轉乘優惠
乘客登上本線後150分鐘內以同一張八達通卡轉乘以下路線，或從以下路線登車後150分鐘內以同一張八達通卡轉乘本線，次程可獲$4.2車資折扣優惠：
93A←→九龍區路線
- 93A往觀塘 → 16M往藍田（康華苑）、213B/213M/213S往安達/安泰
- 16M往觀塘站 → 93A往寶林

93A←→將軍澳區路線
- 93A往寶林 → 91M/91P/291P、296M或298/298E/298F
- 91M、296M或298/298E/298F → 93A往觀塘

## 使用車輛

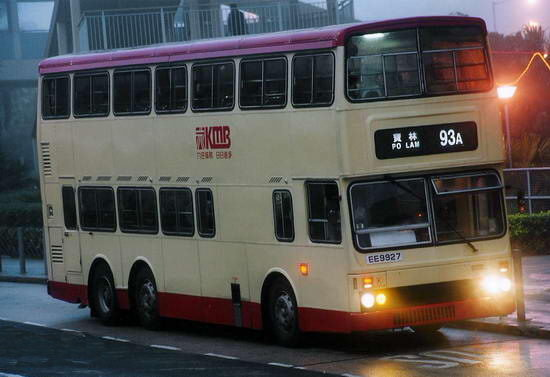
本線曾以都城嘉慕11米非空調巴士作主力。

本線最初以丹尼士喝采巴士作主力，後於89、90年間起改以「都城嘉慕」11 米非空調巴士效力17年之久，而該型號曾經是不少巴士迷追捕的目標。都城嘉慕 11 米非空調巴士在 2007 年 5 月全部退役。
本線派車為5輛富豪B9TL 12米（AVBWU）及1輛Enviro 500  12米（ATEE），均屬將軍澳車廠。
本線一度是將軍澳僅剩三條仍有非空調巴士行走的路線之一（另外兩條為93K及98A），但隨著巴士路線空調化大勢所趨，由2011年6月3日起，本路線將餘下3輛普通巴士更換成空調巴士行走，提供全線空調服務。
| 車隊編號 | 車牌   |
| -------- | ------ |
| AVBWU156 | PX9358 |
| AVBWU158 | PX9749 |
| AVBWU160 | PX9633 |
| AVBWU267 | RJ6503 |
| AVBWU279 | RJ8257 |
| ATEE30   | PX7571 |

## 行車路線
寶林開經：欣景路、佳景路、寶琳北路、寶琳路、秀茂坪道、曉光街、協和街、開源道及觀塘碼頭通道。
觀塘碼頭開經：偉業街、敬業街、茶果嶺道、鯉魚門道、觀塘道、協和街、曉光街、秀茂坪道、寶琳路、寶琳北路及佳景路。
具體停站請參考資訊框

## 外部連結
九巴
- 九龍巴士93A線 （页面存档备份，存于）

其他
- 681巴士總站－九巴93A線 （页面存档备份，存于）